# Batalla de Santa Ana
La Batalla de Santa Ana fue un enfrentamiento ocurrido el 22 de septiembre de 1816 en el actual territorio del estado brasileño de Río Grande del Sur, en el marco de la Invasión Luso-brasileña.
El general José Gervasio Artigas, al verse atacado por el ejército portugués, intentó un plan de contraataque llevando la guerra, al territorio del Reino Unido de Portugal, Brasil y Algarve. 
El general Curado, que fue el encargado de iniciar las acciones militares en el norte de la Banda Oriental avanzó hasta las márgenes del Río Ibirapuitã Chico desde donde lanzó un destacamento al mando del comandante Alejandro Queiró hacia la cuchilla de Santa Ana, a orillas del río Cuareim, en dicha cuchilla se encontraba la vanguardia del ejército de Artigas que, terminó por chocar contra las tropas portuguesas el 22 de septiembre, a las órdenes del comandante Gatel. Luego de un combate de 3 horas el comandante portugués Queiró se batió en retirada hacia el grueso de su División, dejando en el campo de batalla más de 60 bajas.
- Datos: Q4872303